# Sant Vincenç de Durfòrt
Saint-Vincent-de-Durfort és un municipi francès situat al departament de l'Ardecha i a la regió d'Alvèrnia-Roine-Alps. L'any 2007 tenia 210 habitants.

## Demografia

### Població
El 2007 la població de fet de Saint-Vincent-de-Durfort era de 210 persones. Hi havia 85 famílies de les quals 24 eren unipersonals (16 homes vivint sols i 8 dones vivint soles), 37 parelles sense fills, 16 parelles amb fills i 8 famílies monoparentals amb fills.
La població ha evolucionat segons el següent gràfic:
Habitants censats

### Habitatges
El 2007 hi havia 218 habitatges, 94 eren l'habitatge principal de la família, 111 eren segones residències i 13 estaven desocupats. 211 eren cases i 5 eren apartaments. Dels 94 habitatges principals, 74 estaven ocupats pels seus propietaris, 13 estaven llogats i ocupats pels llogaters i 6 estaven cedits a títol gratuït; 6 tenien dues cambres, 16 en tenien tres, 27 en tenien quatre i 44 en tenien cinc o més. 78 habitatges disposaven pel capbaix d'una plaça de pàrquing. A 55 habitatges hi havia un automòbil i a 34 n'hi havia dos o més.

### Piràmide de població
La piràmide de població per edats i sexe el 2009 era:
| Homes | Edats   | Dones |
| ----- | ------- | ----- |
| 0     | 95 o +  | 0     |
| 0     | 90 a 94 | 0     |
| 4     | 85 a 89 | 4     |
| 4     | 80 a 84 | 4     |
| 8     | 75 a 79 | 8     |
| 0     | 70 a 74 | 8     |
| 0     | 65 a 69 | 0     |
| 8     | 60 a 64 | 0     |
| 8     | 55 a 59 | 8     |
| 8     | 50 a 54 | 4     |
| 12    | 45 a 49 | 16    |
| 8     | 40 a 44 | 4     |
| 16    | 35 a 39 | 4     |
| 4     | 30 a 34 | 16    |
| 0     | 25 a 29 | 0     |
| 0     | 20 a 24 | 0     |
| 0     | 15 a 19 | 0     |
| 12    | 10 a 14 | 20    |
| 12    | 5 a 9   | 8     |
| 4     | 0 a 4   | 0     |

## Economia
El 2007 la població en edat de treballar era de 121 persones, 78 eren actives i 43 eren inactives. De les 78 persones actives 71 estaven ocupades (36 homes i 35 dones) i 7 estaven aturades (5 homes i 2 dones). De les 43 persones inactives 17 estaven jubilades, 12 estaven estudiant i 14 estaven classificades com a «altres inactius».

### Ingressos
El 2009 a Saint-Vincent-de-Durfort hi havia 102 unitats fiscals que integraven 225 persones, la mediana anual d'ingressos fiscals per persona era de 15.437 €.

### Activitats econòmiques
Dels 6 establiments que hi havia el 2007, 1 era d'una empresa de construcció, 3 d'empreses d'hostatgeria i restauració, 1 d'una empresa d'informació i comunicació i 1 d'una empresa de serveis.
L'únic servei als particulars que hi havia el 2009 era un guixaire pintor.
L'any 2000 a Saint-Vincent-de-Durfort hi havia 9 explotacions agrícoles que ocupaven un total de 51 hectàrees.

## Poblacions més properes
El següent diagrama mostra les poblacions més properes.